# نورتن بافالو
نورتن بافالو (بالإنجليزية: Norton Buffalo)‏ هو منتج أسطوانات وموسيقي ومغن مؤلف أمريكي، ولد في 28 سبتمبر 1951 في أوكلاند في الولايات المتحدة، وتوفي في 30 أكتوبر 2009 في باراديس في الولايات المتحدة بسبب سرطان.

## وصلات خارجية
- نورتن بافالو على موقع IMDb (الإنجليزية)
- نورتن بافالو على موقع ميوزك برينز (الإنجليزية)
- نورتن بافالو على موقع ديسكوغز (الإنجليزية)
- نورتن بافالو على موقع قاعدة بيانات الفيلم (الإنجليزية)